# Cantonul Tourcoing-Sud
Cantonul Tourcoing-Sud este un canton din arondismentul Rijsel, departamentul Nord, regiunea Nord-Pas-de-Calais, Franța.

## Comune
- Mouvaux (Mouvouw)
- Tourcoing (Toerkonje) (parțial, reședință)